# Premier Padel 2022
Die Premier Padel 2022 ist der erste Jahrgang der Premier-Padel-Turnierserie, die von der International Padel Federation (FIP) ausgetragen wird. Die Serie stand in Konkurrenz mit der Word Padel Tour (WPT), deren Teilnehmer die Teilnahme an anderen Turnierserien vertraglich untersagt war. Die Turnierserie wurde 2022 lediglich für Männer ausgetragen, und zwar vier Major und vier in der Kategorie P1.

## Turnierplan
| Kategorie |
| --------- |
| Major     |
| P1        |

| Datum           | Turnier (Ort)                           | Sieger                             | Finalgegner                        | Ergebnis      |
| --------------- | --------------------------------------- | ---------------------------------- | ---------------------------------- | ------------- |
| 28.03. – 02.04. | Doha Premier Padel Major Doha           | Francisco Navarro Martín Di Nenno  | Alejandro Galán Juan Lebrón        | 6:3, 7:6      |
| 21.05. – 29.05. | Rom Premier Padel Major Rom             | Alejandro Galán Juan Lebrón        | Francisco Navarro Martín Di Nenno  | 4:6, 7:5, 6:4 |
| 11.07. – 17.07. | Paris Premier Padel Major Paris         | Alejandro Galán Juan Lebrón        | Juan Tello Federico Chingotto      | 6:3, 4:6, 6:4 |
| 01.08. – 06.08. | Madrid Premier Padel P1 Madrid          | Alejandro Galán Juan Lebrón        | Francisco Navarro Martín Di Nenno  | 5:7, 6:2, 6:3 |
| 08.08. – 14.08. | Mendoza Premier Padel P1 Mendoza        | Franco Stupaczuk Pablo Lima        | Fernando Belasteguín Arturo Coello | 6:2, 4:6, 7:6 |
| 24.10. – 30.10. | NewGiza Premier Padel P1 Gizeh          | Franco Stupaczuk Pablo Lima        | Alejandro Galán Juan Lebrón        | 2:6, 7:6, 7:6 |
| 28.11. – 04.12. | Monterrey Premier Padel Major Monterrey | Fernando Belasteguín Arturo Coello | Agustín Tapia Sanyo Gutiérrez      | 6:3, 3:6, 6:3 |
| 05.12. – 11.12. | Milano Premier Padel P1 Mailand         | Alejandro Galán Juan Lebrón        | Víctor Ruiz Lucas Bergamini        | 6:2, 6:2      |